# Fabian Lustenberger
Fabian Lustenberger (Wolhusen, Luzern kanton, 1988. május 2. –) svájci válogatott labdarúgó.

## Pályafutása

### FC Luzern
Első FC Luzern-ben töltött szezonjában Lustenbergernek sikerült kiharcolnia a kezdőcsapatban való tagságot. Több tiszteletet kapott a menedzsertől, Ciriaco Sforzától, a téli szünet után harcolta ki ezt a tagságot.

### Hertha BSC
2007 augusztusában Lustenberger 1,5 millió euróért cserébe a német élvonalban szereplő Hertha BSC-hez szerződött Első szezonjában 24 bajnokin játszott. Első Bundesliga-gólját 2007 decemberében szerezte az 1. FC Nürnberg ellen, de 2–1-re kikaptak. Habár sosem volt stabil kezdő, a következő két szezonban 37-szer lépett pályára, akkor is a klubnál maradt, mikor a 2009–10-es szezon végén kiestek a másodosztályba. A 2010-es nyári pihenő alatt sérülést szenvedett, négy hónapra harcképtelenné vált. Visszatérését követő első mérkőzésén Visszatérését követő első mérkőzése végén nyolc percen át kapusként kellett helytállnia Marco Sejna sérülése miatt.
2024 májusában bejelentette visszavonulását.

## Válogatottban
Egy mérkőzésen hazája U19-es válogatottjában is pályára lépett. A felnőttválogatottban 2013. november 25-én Dél-Korea ellen játszott először.

## Statisztikák

### Klubcsapatban
2014. szeptember 10. szerint
| Klub       | Szezon   | Bajnokság        | Bajnokság | Bajnokság | Kupa  | Kupa | Európa | Európa | Összesen | Összesen |
| Klub       | Szezon   | Bajnokság        | Meccs     | Gól       | Meccs | Gól  | Meccs  | Gól    | Meccs    | Gól      |
| ---------- | -------- | ---------------- | --------- | --------- | ----- | ---- | ------ | ------ | -------- | -------- |
| Luzern     | 2005-06  | Challenge League | 1         | 0         | —     | —    | —      | —      | 1        | 0        |
| Luzern     | 2006-07  | Super League     | 30        | 0         | 6     | 3    | —      | —      | 36       | 3        |
| Luzern     | 2007-08  | Super League     | 3         | 0         | —     | —    | —      | —      | 3        | 0        |
| Luzern     | Összesen | Összesen         | 34        | 0         | 6     | 3    | —      | —      | 40       | 3        |
| Hertha BSC | 2007–08  | Bundesliga       | 24        | 1         | —     | —    | —      | —      | 24       | 1        |
| Hertha BSC | 2008–09  | Bundesliga       | 14        | 1         | 2     | 1    | 9      | 0      | 25       | 2        |
| Hertha BSC | 2009–10  | Bundesliga       | 23        | 0         | —     | —    | 4      | 0      | 27       | 0        |
| Hertha BSC | 2010–11  | 2. Bundesliga    | 18        | 1         | —     | —    | —      | —      | 18       | 1        |
| Hertha BSC | 2011–12  | Bundesliga       | 12        | 0         | 3     | 0    | —      | —      | 15       | 0        |
| Hertha BSC | 2012–13  | 2. Bundesliga    | 33        | 0         | 1     | 0    | —      | —      | 34       | 0        |
| Hertha BSC | 2013–14  | Bundesliga       | 19        | 0         | 2     | 0    | —      | —      | 21       | 0        |
| Hertha BSC | 2014–15  | Bundesliga       | 27        | 0         | 1     | 0    | —      | —      | 28       | 0        |
| Hertha BSC | 2015–16  | Bundesliga       | 30        | 1         | 4     | 0    | —      | —      | 34       | 1        |
| Hertha BSC | 2016–17  | Bundesliga       | 19        | 0         | 1     | 0    | 2      | 0      | 22       | 0        |
| Hertha BSC | 2017–18  | Bundesliga       | 23        | 0         | 1     | 0    | 5      | 0      | 29       | 0        |
| Hertha BSC | 2018–19  | Bundesliga       | 4         | 0         | 0     | 0    | 0      | 0      | 4        | 0        |
| Hertha BSC | Összesen | Összesen         | 246       | 4         | 15    | 1    | 20     | 0      | 281      | 5        |
| Összesen   | Összesen | Összesen         | 178       | 3         | 14    | 4    | 13     | 0      | 205      | 7        |

### Válogatottban
2014. szeptember 14. szerint
| Csapat   | Szezon   | Meccs | Gól | Gólpassz |
| -------- | -------- | ----- | --- | -------- |
| Svájc    | 2013–14  | 1     | 0   | 0        |
| Összesen | Összesen | 1     | 0   | 0        |

## Magánélete
Testvére, Simon szintén profi labdarúgó, az FC Luzern tartalékcsapatának tagja. Nem áll rokonságban korábbi luzerni csapattársával, Claudio Lustenbergergel.

## Fordítás
- Ez a szócikk részben vagy egészben  a   Fabian Lustenberger című angol Wikipédia-szócikk ezen változatának fordításán alapul.  Az eredeti cikk szerkesztőit annak laptörténete sorolja fel. Ez a jelzés csupán a megfogalmazás eredetét és a szerzői jogokat jelzi, nem szolgál a cikkben szereplő információk forrásmegjelöléseként.